# Настойка (лекарственная форма)

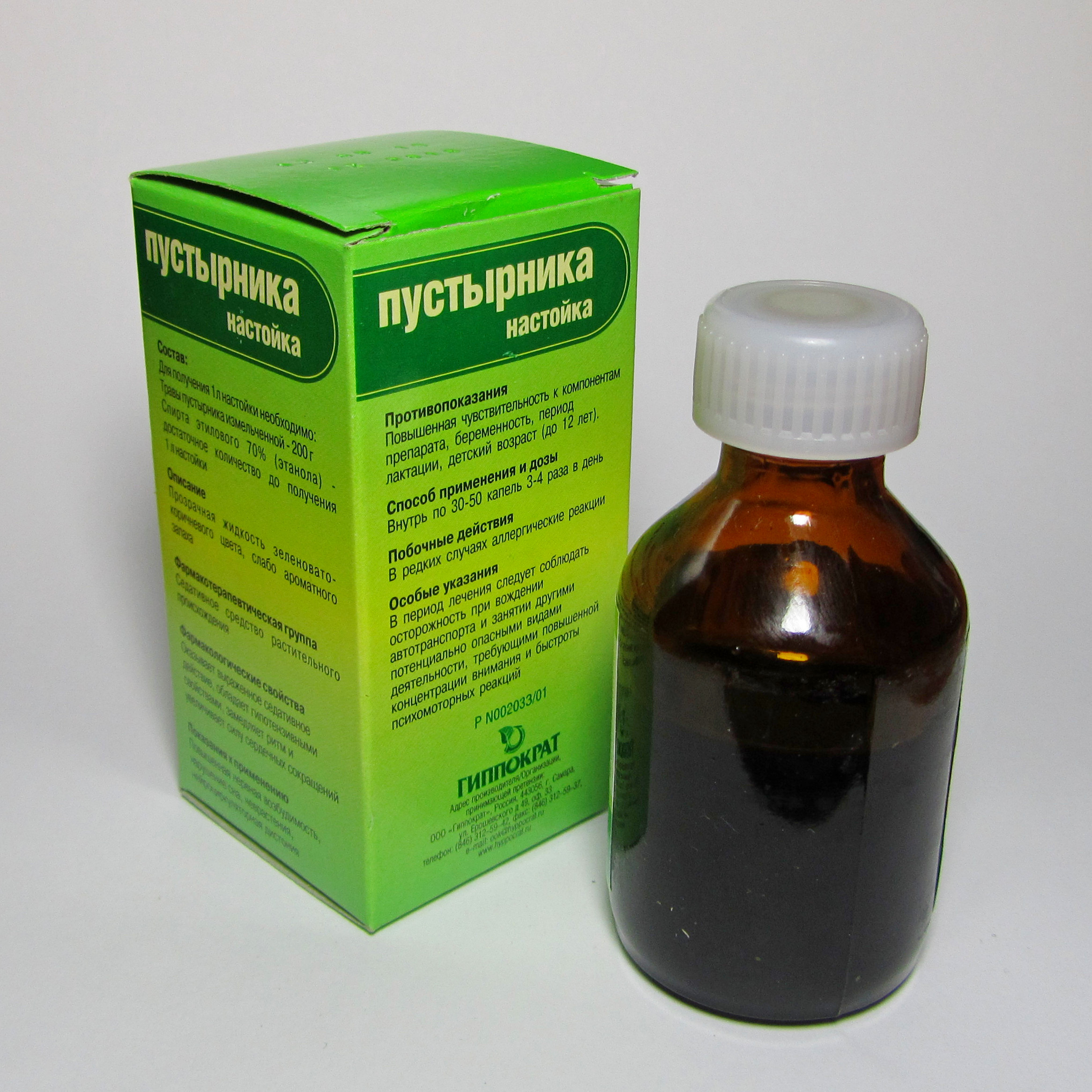
Настойка пустырника

Настойка (лат. tinctura) — недозированная жидкая лекарственная форма, представляющая собой спиртовые, водно-спиртовые или спирто-эфирные извлечения из лекарственного растительного сырья, полученные без нагревания и удаления экстрагента.

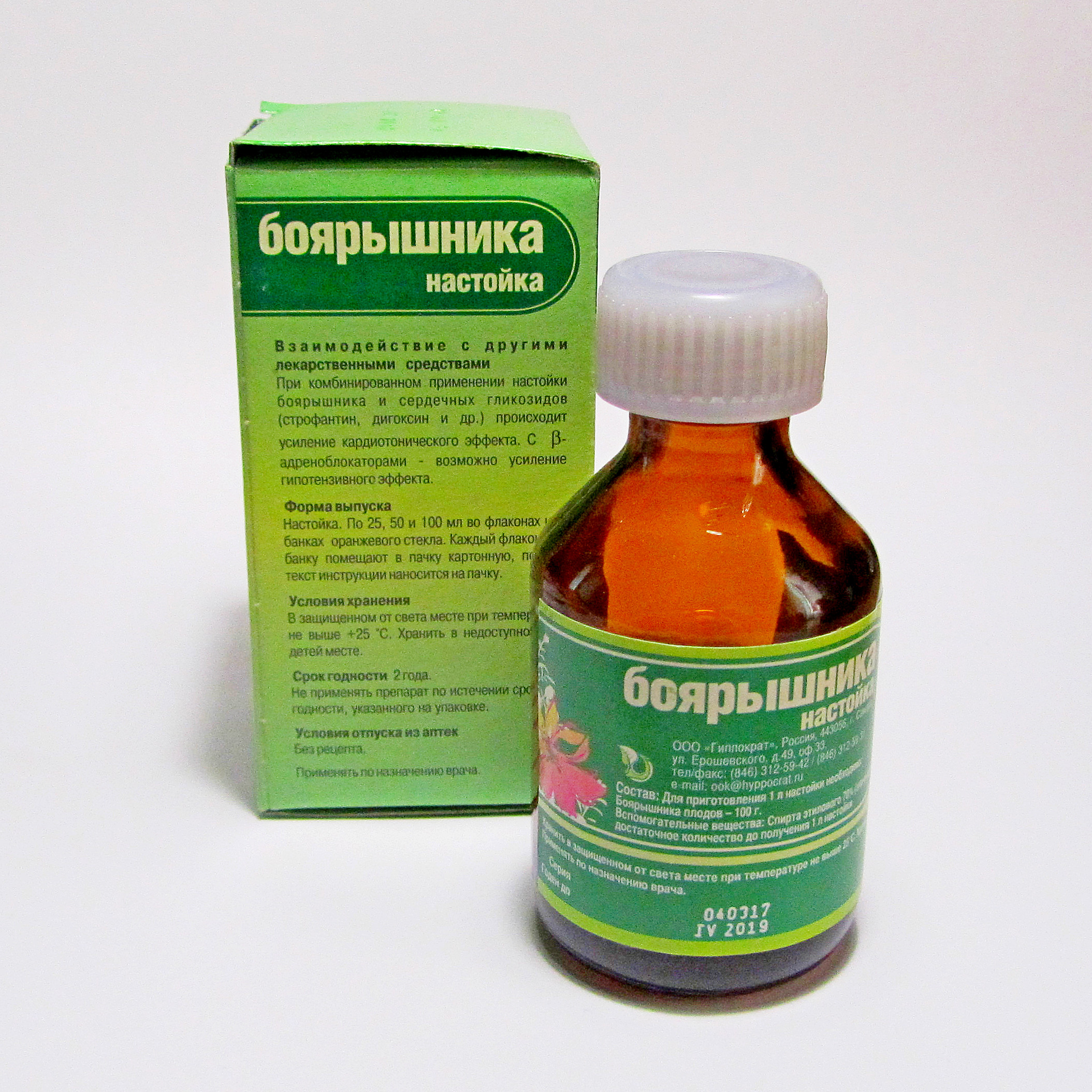
Настойка боярышника

## Приготовление
Настойки готовят на очищенном медицинском спирте от 40 до 90 %. Тщательно измельченное сырье заливается спиртом соответствующей концентрации (приготовление каждого вида настойки предполагает определенную концентрацию спирта). Настаивание происходит в затемненном и теплом месте от 20 до 24 °C, после чего полученное процеживают.

## Юникод
В Юникоде есть алхимический символ настойки.
| Графема | Unicode | Unicode                        | HTML              | HTML       | HTML      |
| Графема | Код     | Название                       | Шестнадцатеричное | Десятичное | Мнемоника |
| ------- | ------- | ------------------------------ | ----------------- | ---------- | --------- |
| 🝈       | U+1F748 | ALCHEMICAL SYMBOL FOR TINCTURE | &#x1F748;         | &#128840;  | —         |